# Орлов, Александр Кондратьевич
Алекса́ндр Кондра́тьевич Орло́в (20 июня 1930 — 23 декабря 2011) — советский и российский учёный-экономист. Народный депутат СССР. Окончил Уральский государственный университет (1954), аспирантуру при Уральском филиале АН СССР (1963). Доктор экономических наук (1978), профессор (1979).
Отличник высшей школы (1984). Награждён медалью «За трудовую доблесть» (1976), «За доблестный труд. В ознаменование 100-летия со дня рождения В. И. Ленина» (1970), знаком «Отличник высшей школы» (1984), дипломом почета Челябинского обкома КПСС (1990).

## Биография
- 1943—1949 гг. — рабочий Миньярского метизно-металлургического завода.
- 1949—1954 гг. — студент Уральского государственного университета.
- 1954—1957 гг. — работал в газете Приморского крайкома КПСС и Тихоокеанском высшем военно-морском училище.
- 1957—1960 гг. — преподаватель политэкономии в Челябинском политехническом институте.
- 1960—1965 гг. — лектор, руководитель лекторской группы Челябинского обкома КПСС.
- 1965—1985 гг. — доцент, заведующий кафедрой политэкономии Челябинского политехнического института.
- 1985—1991 гг. — ректор — заведующий кафедрой Челябинского филиала Высшей школы профсоюзного движения им. Н. М. Шверника.
- 1989—1992 гг. — народный депутат СССР, заместитель председателя плановой и бюджетной комиссии Верховного Совета СССР.
- 1991—1992 гг. — председатель Контрольной палаты СССР.
- С января 1992 г. в Челябинском политехническом институте.
- 1992—1996 гг. — руководитель Постпредства Челябинской области при Правительстве РФ.
- 1996—1999 гг. — начальник отдела стратегических инвестиций банка «Российский кредит».
- 2001—2011 гг. — профессор кафедры «Финансы» Академии бюджета и казначейства Министерства финансов РФ.